# Lucha House Party
Lucha House Party è stata una stable di wrestling attiva in WWE dal 2018 al 2021 formata da Kalisto, Gran Metalik e Lince Dorado. Nel 2020 dopo varie incomprensioni e anche per via del Draft 2020 Kalisto fu separato dalla stable e in seguito licenziato nel 2021 dopo aver fatto poche apparizioni mentre Metalik e Dorado (ancora etichettati come Lucha House Party) continuarono come tag team fino al 2021 dopo che la WWE accettò la richiesta del rilascio dei due messicani.
Sia Metalik che Dorado hanno vinto una volta il WWE 24/7 Championship.
Nel 2022 nonostante il licenziamento dei Lucha House Party vennero comunque inseriti in WWE 2K22 come parte del roster di Raw, inoltre nonostante l'abbandono della stable del 2020 anche Kalisto venne messo come parte integrante della stable anche se come parte di SmackDown.

## Storia

### WWE (2018–2021)

#### Debutto, Raw e 205 Live (2018–2019)
La prima apparizione dei Lucha House Party, ancora non identificati come stable, è avvenuta il 29 gennaio 2018 durante il Kick-off della Royal Rumble, dove il trio ha sconfitto Drew Gulak, Gentleman Jack Gallagher e TJP. Successivamente, identificati come Lucha House Party, i tre hanno iniziato ad apparire nello show dedicato ai pesi leggeri, 205 Live, nonostante l'assenza di una reale divisione di coppia in tale show. Nella puntata di Main Event del 31 gennaio Kalisto, Gran Metalik e Lince Dorado hanno sconfitto Ariya Daivari, Gentleman Jack Gallagher e TJP. Nella puntata di Main Event del 7 marzo Kalisto e Gran Metalik hanno sconfitto Ariya Daivari e Tony Nese. Nella puntata di 205 Live del 13 marzo Kalisto e Gran Metalik sono stati sconfitti da Akira Tozawa e Hideo Itami. Nella puntata di Main Event del 21 marzo Kalisto, Gran Metalik e Lince Dorado hanno sconfitto Ariya Daivari, TJP e Tony Nese. Nella puntata di Main Event del 28 marzo Kalisto, Gran Metalik e Lince Dorado hanno sconfitto Ariya Daivari, Gentleman Jack Gallagher e Tony Nese. Nella puntata di 205 Live del 29 maggio Kalisto e Lince Dorado sono stati sconfitti da The Brian Kendrick e Gentleman Jack Gallagher. Nella puntata di 205 Live del 12 giugno Kalisto, Gran Metalik e Lince Dorado hanno sconfitto The Brian Kendrick, Drew Gulak e Gentleman Jack Gallagher. Nella puntata di 205 Live del 26 giugno Kalisto, Gran Metalik e Lince Dorado sono stati sconfitti da The Brian Kendrick, Drew Gulak e Gentleman Jack Gallagher in un Six-man Tag Team Elimination match. Nella puntata di 205 Live del 24 luglio Kalisto e Lince Dorado hanno sconfitto i jobber Chris Robinson e Ryan DePolo. Il 18 novembre, a Survivor Series, i Lucha House Party hanno partecipato al classico 5-on-5 Tag Team Elimination match ma sono stati eliminati dagli Usos (Jey Uso e Jimmy Uso). Successivamente, il trio ha iniziato ad apparire anche a Raw, sconfiggendo in numerose occasioni i Revival (Dash Wilder e Scott Dawson). Nella puntata di Raw del 17 dicembre Kalisto e Lince Dorado hanno partecipato un Fatal 4-Way match che includeva anche gli AOP (Akam e Rezar), il B-Team (Bo Dallas e Curtis Axel) e i Revival per determinare i contendenti nº1 al Raw Tag Team Championship di Bobby Roode e Chad Gable ma il match è stato vinto dai Revival. Nella puntata di Raw del 14 gennaio Gran Metalik e Kalisto sono stati sconfitti dai Revival. Nella puntata di Raw del 21 gennaio i Lucha House Party hanno sconfitto Jinder Mahal e i Singh Brothers (Samir Singh e Sunil Singh). Nella puntata di Raw del 4 febbraio Metalik e Lince Dorado hanno partecipato ad un Fatal 4-Way match che comprendeva anche il B-Team, gli Heavy Machinery (Otis e Tucker) e i Revival per determinare i contendenti nº 1 al Raw Tag Team Championship di Bobby Roode e Chad Gable ma il match è stato vinto dai Revival. Nella puntata di Raw del 18 febbraio Metalik e Lince Dorado hanno sconfitto Curt Hawkins e Zack Ryder. Nella puntata di 205 Live del 26 marzo i Lucha House Party hanno sconfitto Drew Gulak, Gentleman Jack Gallagher e Humberto Carrillo. Nella puntata di Raw del 29 aprile Metalik e Kalisto sono stati sconfitti dai Viking Raiders (Erik e Ivar). Nella puntata di 205 Live del 30 aprile Gran Metalik e Lince Dorado hanno sconfitto i Singh Brothers. Nella puntata di Raw del 6 maggio i Lucha House Party hanno sconfitto tre jobber locali. Il 7 giugno, a Super ShowDown, i Lucha House Party sono stati sconfitti da Lars Sullivan (appartenente al roster di SmackDown) in un 3-on-1 Handicap match per squalifica. Nella puntata di Raw del 10 giugno Sullivan ha sconfitto i Lucha House Party in un 3-on-1 Handicap Elimination match. Nella puntata di Raw del 10 giugno i Lucha House Party sono stati sconfitti da Lars Sullivan in un 3-on-1 Handicap Elimination match. Nella puntata di 205 Live del 18 giugno Gran Metalik e Lince Dorado sono stati sconfitti dai Singh Brothers. Nella puntata di 205 Live del 2 luglio Gran Metalik e Lince Dorado hanno sconfitto i Singh Brothers in un Tornado Tag Team match. Nella puntata di Raw del 15 luglio i Lucha House Party sono stati sconfitti dal Club (AJ Styles, Luke Gallows e Karl Anderson). Nella puntata di 205 Live del 23 luglio Gran Metalik e Kalisto sono stati sconfitti da Humberto Carrillo e Raul Mendoza.

#### SmackDown e allontanamento di Kalisto (2019–2020)
Nella puntata di SmackDown dell'11 ottobre 2019 i Lucha House Party sono stati trasferiti appunto nel roster dello show blu. Nella puntata di SmackDown del 6 dicembre Gran Metalik e Lince Dorado hanno partecipato ad un Fatal 4-Way Tag Team Elimination match che comprendeva anche gli Heavy Machinery (Otis e Tucker), Mustafa Ali e Shorty G e i Revival (Dash Wilder e Scott Dawson) per determinare i contendenti nº1 allo SmackDown Tag Team Championship di Big E e Kofi Kingston del New Day ma sono stati eliminati per primi dagli Heavy Machinery. Nella puntata di Super SmackDown del 31 gennaio 2020 Metalik e Lince Dorado hanno partecipato ad un Fatal 4-Way Tag Team Elimination match che comprendeva anche gli Heavy Machinery, John Morrison e The Miz e i Revival per determinare i contendenti nº1 allo SmackDown Tag Team Championship di Big E e Kofi Kingston del New Day ma il match è stato vinto da Morrison e Miz. L'8 marzo, ad Elimination Chamber, Gran Metalik e Lince Dorado hanno partecipato ad un Elimination Chamber match per lo SmackDown Tag Team Championship che comprendeva anche i campioni John Morrison e The Miz, Dolph Ziggler e Robert Roode, gli Heavy Machinery, il New Day e gli Usos (Jey Uso e Jimmy Uso) ma il match è stato vinto dai detentori delle cinture. Nella puntata di SmackDown del 10 aprile Gran Metalik e Lince Dorado sono stati sconfitti dai debuttanti Steve Cutler e Wesley Blake dei Forgotten Sons. Nella puntata di SmackDown del 24 aprile Gran Metalik e Lince Dorado hanno sconfitto John Morrison e The Miz. Nella puntata di SmackDown dell'8 maggio Gran Metalik e Lince Dorado e gli SmackDown Tag Team Champions Big E e Kofi Kingston del New Day sono stati sconfitti da Steve Cutler e Wesley Blake dei Forgotten Sons e John Morrison e The Miz. Il 10 maggio, a Money in the Bank, Metalik e Lince Dorado hanno partecipato ad un Fatal 4-Way Tag Team match per lo SmackDown Tag Team Championship che comprendeva anche i campioni Big E e Kofi Kingston del New Day, Steve Cutler e Wesley Blake dei Forgotten Sons e John Morrison e The Miz ma il match è stato vinto da Big E e Kingston. Nella puntata di SmackDown del 29 maggio Gran Metalik e Lince Dorado hanno entrambi partecipato ad una 10-man Battle Royal per ottenere il posto vacante nelle semifinali del torneo per il vacante Intercontinental Championship ma sono stati eliminati entrambi da King Corbin. Nella puntata di SmackDown del 19 giugno Metalik e Dorado sono stati sconfitti dagli SmackDown Tag Team Champions Big E e Kofi Kingston del New Day in un match non titolato. Nella puntata di SmackDown del 26 giugno Metalik, Dorado e gli SmackDown Tag Team Champions Big E e Kofi Kingston del New Day hanno sconfitto Cesaro, John Morrison, The Miz e Shinsuke Nakamura. Nella puntata di SmackDown del 24 luglio Metalik e Dorado hanno partecipato ad un Fatal 4-Way match che includeva anche Drew Gulak e Shorty G per determinare il contendente nº1 all'Intercontinental Championship di AJ Styles con Metalik che ha trionfato. Nella puntata di SmackDown del 14 agosto Kalisto è ritornato in azione dopo un lungo infortunio, aiutando Metalik a sconfiggere Shinsuke Nakamura. Nella puntata di SmackDown del 21 agosto Metalik e Lince Dorado hanno affrontato Cesaro e Shinsuke Nakamura per lo SmackDown Tag Team Championship ma sono stati sconfitti. Nella puntata di SmackDown dell'11 settembre Kalisto e Gran Metalik hanno sconfitto Cesaro e Shinsuke Nakamura in un match non titolato a causa della distrazione dei Raw Tag Team Champions, gli Street Profits (Angelo Dawkins e Montez Ford). Il 27 settembre, a Clash of Champions, Kalisto e Lince Dorado hanno affrontato Cesaro e Shinsuke Nakamura per lo SmackDown Tag Team Championship ma sono stati sconfitti. Nella puntata di SmackDown del 2 ottobre Gran Metalik, Lince Dorado e Matt Riddle hanno sconfitto King Corbin, Cesaro e Shinsuke Nakamura. In seguito, ci sono stati continuo screzi tra Kalisto e Metalik e Dorado.

#### Opportunità titolate (2020–2021)
Il 12 ottobre 2020, per effetto del Draft, Kalisto è rimasto a SmackDown mentre Gran Metalik e Lince Dorado sono passati a Raw. Nella puntata di Raw del 26 ottobre i Lucha House Party hanno sconfitto Akira Tozawa e Drew Gulak. Nella puntata di Raw del 9 novembre Metalik ha vinto il 24/7 Championship schienando Tucker ma l'ha perso immediatamente dopo venendo schienato da Lince Dorado, il quale l'ha perso subito dopo contro R-Truth. Nella puntata di NXT del 30 dicembre i Lucha House Party hanno fatto un'apparizione nello show sconfiggendo il Legado del Fantasma (Joaquin Wilde e Raul Mendoza). Nella puntata di Raw del 4 gennaio 2021 i Lucha House Party hanno sconfitto l'Hurt Business (Cedric Alexander e Shelton Benjamin), detentori del Raw Tag Team Championship, in un match non titolato. Nella puntata di Raw del 18 gennaio i Lucha House Party e Riddle sono stati sconfitti dall'Hurt Business (Bobby Lashley, Cedric Alexander e Shelton Benjamin). Nella puntata di NXT del 20 gennaio i Lucha House Party hanno sconfitto l'Imperium (Fabian Aichner e Marcel Barthel) negli ottavi di finale del Dusty Rhodes Tag Team Classic. Nella puntata di Raw del 1º febbraio i Lucha House Party hanno affrontato Cedric Alexander e Shelton Benjamin dell'Hurt Business per il WWE Raw Tag Team Championship ma vennero sconfitti. Nella puntata di NXT del 3 febbraio i Lucha House Party vennero sconfitti dal Legado del Fantasma nei quarti di finale del Dusty Rhodes Tag Team Classic. 

#### Ultime apparizioni e licenziamento (2021)
Nella puntata di Raw del 15 febbraio 2021 i Lucha House Party e Riddle sconfissero l'Hurt Business (Cedric Alexander, MVP e Shelton Benjamin). Nella puntata di Raw del 22 febbraio i Lucha House Party vennero sconfitti dai WWE Raw Tag Team Champions Cedric Alexander e Shelton Benjamin dell'Hurt Business in un Tornado Tag Team match non titolato. Nella puntata di Raw del 6 settembre i Lucha House Party presero parte ad un Gauntlet match per determinare i contendenti n° 1 al Raw Tag Team Championship degli RK-Bro, ma vennero eliminati dal New Day (Kofi Kingston e Xavier Woods).
Il 5 novembre 2021 i Lucha House Party vennero licenziati insieme a numerosi colleghi.

## Nel wrestling

### Mosse finali dei singoli wrestler
- Gran Metalik
  - Metalik Driver (Samoan driver)
  - Ropewalk elbow drop
- Lince Dorado
  - Cara Dorada / Golden Rewind (Handspring stunner)

### Musiche d'ingresso
- Lucha Lucha dei CFO$ (2018–2021)
- In the Fire dei Def Rebel (2021)

## Titoli e riconoscimenti
- Pro Wrestling Illustrated
  - 103° tra i 500 migliori wrestler singoli secondo PWI 500 (2018) – Kalisto
  - 130° tra i 500 migliori wrestler singoli secondo PWI 500 (2018) – Metalik
  - 174° tra i 500 migliori wrestler singoli secondo PWI 500 (2019) – Dorado
- WWE
  - WWE 24/7 Championship (2) – Dorado (1) e Metalik (1)